# Shire of Goomalling
Shire of Goomalling is een Local Government Area (LGA) in de regio Wheatbelt in West-Australië. Shire of Goomalling telde 955 inwoners in 2021. De hoofdplaats is Goomalling.

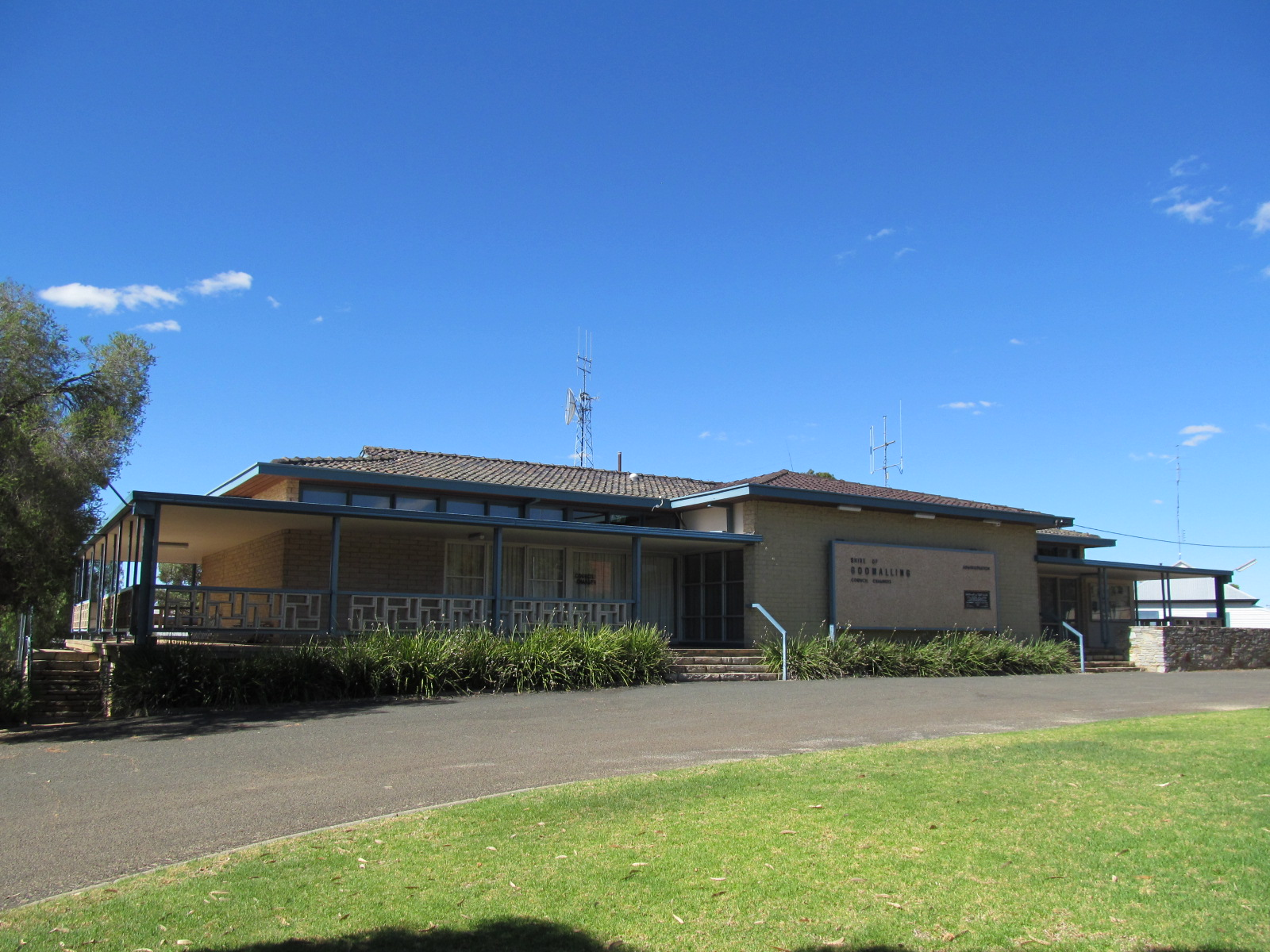
Kantoren Shire of Goomalling

## Geschiedenis
Het Goomalling Road District werd op 18 januari 1895 opgericht. Ten gevolge de 'Local Government Act' van 1960 veranderde het district op 23 juni 1961 van naam en werd de Shire of Goomalling.

## Beschrijving
Shire of Goomalling is een landbouwdistrict in de regio Wheatbelt. Het is ongeveer 1.800 km² groot en ligt 240 kilometer ten noordoosten van de West-Australische hoofdstad Perth. In 2021 telde het district 955 inwoners.

## Plaatsen, dorpen en lokaliteiten
- Goomalling
- Jennacubbine
- Konnongorring
- Mumberkine
- Ucarty
- Wongamine

## Bevolkingsevolutie
| Jaar | Bevolkingsaantal |
| ---- | ---------------- |
| 1921 | 1.508            |
| 1933 | 1.803            |
| 1947 | 1.403            |
| 1954 | 1.721            |
| 1961 | 1.567            |
| 1966 | 1.567            |
| 1971 | 1.444            |
| 1976 | 1.254            |
| 1981 | 1.269            |
| 1986 | 1.206            |
| 1991 | 1.084            |
| 1996 | 1.035            |
| 2001 | 939              |
| 2006 | 935              |
| 2011 | 985              |
| 2016 | 1.033            |
| 2021 | 955              |